# Islam u Srbiji
Islam je jedna od tradicionalnih religija u Srbiji, prisutna već stoljećima na njenim prostorima. Muslimani Srbije pretežno su sljedbenici sunitskog islama.
Prema popisu iz 2002. godine, u Srbiji (bez Kosova) ima oko 280 000 muslimana ili 3,6% stanovništva. Većina muslimana u Srbiji su Bošnjaci, koji su organizirani u dvjema zajednicama: Islamskoj zajednici u Srbiji sa sjedištem u Novom Pazaru i Islamskoj zajednici Srbije sa sjedištem Beogradu.

## Povijest

### Prvi dodiri
Prvi zabilježeni dodiri Južnih Slavena s islamom ostvareni su još u 9. stoljeću, posredstvom Arapa. Srednjovjekovni slavenski filozof German Dalmatinski (1110. – 1160.) bio je važan posrednik između europske i arapske znanosti i kulture 12. stoljeća. On je radio na prvom europskom prijevodu Kurana na latinski jezik. Prvi zakonski akt koji tretira islam u Srbiji je Savino Zakonopravilo iz 1219. godine, koje sadrži i Spis o izmailćanskoj veri (preuzet iz bizantskih nomokanona), koje "izmailćansku veru" ne smatra posebnom religijom, već novom kršćanskom herezom (krivovjerjem). Pošto su muslimani također vjerovali u jednog Boga, prihvaćali Stari zavjet (poštivajući Adema/Adama, Ibrahima/Abrahama, Musu/Mojsija, itd.) i djelomično Novi zavjet (Indžil/Evanđelje), smatrani su kršćanskim hereticima, a ne posebnom vjerom.

### Doba turske okupacije
Islam se počeo ubrzano širiti Raškom usporedno s turskim osvajanjima u 14. i 15. stoljeću. Nakon pripojenja srednjovjekovne srpske države Osmanskom Carstvu, islam je s vremenom u pojedinim predjelima postao većinska vjera. Jedan od najznamenitijih Srba muslimana iz tog razdoblja bio je Mahmud-paša Abogović (1420. – 1473.). Etnički raznolika islamska zajednica Srbije je uglavnom nastajala dugotrajnim procesom islamizacije lokalnog slavenskog življa i doseljavanjem Turaka i drugih muslimana s istoka. Među pojedinim znanstvenicima je popularna tzv. »bogumilska teza«, da muslimani slavenskog podrijetla i jezika pretežno potječu od bogumila, kojima je prihvaćanje islama osiguravalo kontinuitet vjerske posebnosti. Iako je ova teza široko osporavana, također je znanstveno obesnaženo i jednostrano viđenje islamizacije kao pretežno nasilnog prevođenja u novu vjeru. Obično se pretpostavlja da su motivi kršćanskih podanika Osmanskog Carstva prihvatiti državnu vjeru bili prije svega gospodarske i socijalno-političke naravi.
Tijekom nekoliko stoljeća, islam je bio službena državna religija, ali je tolerirano i postojanje drugih vjeroispovijesti. Osmanskim sustavom vjerske autonomije je priznatim vjerskim zajednicama bilo omogućeno uspostaviti svoje samostalne posjede zvane miletima, u kojima su zadržavale vlastite vjerske zakone, običaje i jezik, pod zaštitom sultana. Iako je državna religija bio islam, u istom gradu su zajedno živjele kršćanske, judaističke i islamske obitelji. Na osnovi sustava mileta, stanovnici nemuslimani u islamskoj državi uživali su pravnu, sudsku i kulturnu autonomiju. Zbog ovoga se viševjersko Osmansko Carstvo uzima kao primjer snošljivosti na osnovi etničko-religijskih razlika, a sustav mileta kao rani primjer vjerskog suživota. Međutim, diskriminacija prema nemuslimanima je vršena, između ostalog, na osnovi poreza kojih su muslimani bili oslobođeni. Oslobođeni su bili po osnovi obveze službovanja u vojsci. Muslimanima je bila obveza služiti vojsku i sudjelovati u ratnim pohodima, dok su ostale vjerske skupine (mileti) bile pošteđene vojske i ratnih pohoda. Umjesto sudioništva plaćali su porez na svoj izostanak.

### Beograd u osmanskom razdoblju
U Beogradu su muslimani nekada predstavljali većinsko stanovništvo. Prema podacima turskog putopisca Evlije Čelebije, u vrijeme kada je on boravio u Beogradu 1660. godine, grad je imao oko 98 000 stanovnika, od kojih su 77.000 bili muslimani. U Beogradu su tada postojale čak 273 islamske bogomolje, džamije i mesdžidi. Najvećom i najljepšom smatrana je Batal-džamija, na mjestu današnje Savezne skupštine, koju su putopisci uspoređivali s Aja Sofijom. U Beogradskom pašaluku postojao je i veliki broj derviških bratstava, uključujući bajramije, melamije, bektašije, halvetije, gulšenije, kadirije, hindije, mevlevije, nakšibendije, rifaije, sadije, sunbulije, šabanije, šazilije i ušakije. Tijekom ratova s Austrijom i nakon što su Austrijanci u dva navrata pripojili Beograd Habsburškoj Monarhiji broj džamija se smanjio na oko 30.

### Vojvodina
Islam se na području današnje Vojvodine pojavio u 16. stoljeću, kada ovi prostori ulaze u sastav Osmanskog Carstva. Srijem se nalazio u njegovom sastavu od 1526. godine (uključujući i razdoblje vazalnog Srijemskog vojvodstva od 1527. do 1530. godine), dok Bačka i Banat pod izravnu osmansku upravu dolaze nešto kasnije. Bačka 1541. – 1545., a Banat 1552. – 1556. godine. Banat je u ime Osmanskog Carstva osvojio veliki vezir Mehmed-paša Sokolović, a u njegovoj vojsci bilo je tada 8 000 janjičara i 100 000 akindžija, među kojima i 20 000 Srba.
Tijekom osmanske uprave na Balkanu i u Panonskoj nizini, veliki broj Srba prešao je na islam, što je bio uvjet za napredak u državnoj službi, a neki islamizirani Srbi bili su i na visokim upravnim položajima. Beg Malković bio je prvi osmanski upravitelj Bečkereka (Zrenjanina), a Hasan-paša Predojević upravljao je Segedinskim sandžakom 1592. godine.
Tijekom osmanske uprave, sela na području današnje Vojvodine naseljavali su Srbi, dok je u gradovima živjelo etnički i vjerski mješovito stanovništvo, koje je uključivalo muslimane (Turci, islamizirani Srbi, Arapi), Srbe, Rome, Grke, Cincare, Židove itd. U svim vojvođanskim naseljima mogle su se vidjeti džamije, a u značajnijim gradovima su se nalazile zgrade sjedišta vlasti, kupaonice, turske škole i druge javne ustanove, dok su se u glavnoj ulici (čaršiji) nalazile glavne trgovačke i obrtničke radionice.
Mitrovica (današnja Srijemska Mitrovica) je bila važno islamsko naselje, a u njoj je po podacima iz 1572. godine bilo 598 islamskih i 18 kršćanskih domova. U to doba u Mitrovici se nalazilo 17 džamija i niti jedna kršćanska crkva. Bečkerek (današnji Zrenjanin) bio je tada jedno od najznačajnijih naselja u Banatu, a zbog zasluga koje su mu lokalni bečkerečki Srbi učinili prilikom osvajanja Banata, Mehmed-paša Sokolović pretvorio je ovaj grad u svoju zadužbinu (vakuf), a njegove stanovnike oslobodio svih vojnih nameta. Grad je bio podijeljen na dvije mahale, islamsku i pravoslavnu. U gradu Somboru bilo je u osmansko doba 14 islamskih bogomolja, od kojih su pet bile džamije, a ostale mahalski mesdžidi. Varadin (današnji Petrovaradin) imao je u osmansko doba većinsko islamsko stanovništvo. U podgrađu tvrđave s oko 200 kuća nalazila se Sulejman-hanova džamija, a postojale su i dvije manje, Hadži-Ibrahimova i Huseinova. Pored dvije islamske mahale, u sastavu grada nalazila se i kršćanska četvrt s 35 pravoslavnih kuća. Vršac je bio pretežno islamski, a Titel mješoviti islamski i pravoslavni grad. Osmansko Carstvo bilo je podijeljeno na provincije (pašaluke), koje su se dijelile u manje upravne jedinice (sandžake). Na ozemlju Banata postojala je osmanska provincija pod imenom Temišvarski pašaluk, dok su se na ozemlju Srijema i Bačke nalazili Srijemski sandžak i Segedinski sandžak. Oba sandžaka su u početku bila u sastavu Budimskog pašaluka, da bi Segedinski sandžak kasnije bio uključen u Jegarski pašaluk.
Nakon austrijskog osvajanja Vojvodine krajem 17. i početkom 18. stoljeća, gotovo cjelokupno islamsko stanovništvo iselilo se s ovih prostora, a neki od njih su se poslije toga naselili u Bosni i Hercegovini. Uglavnom su našli utočište u njenim sjevernim dijelovima i dolini rijeke Bosne, gdje su bili poznati kao „unđurovci" (izbjeglice iz Ugarske). Njihova znatnija naselja imala su urije (općinske utrine), kao u Vojvodini. Austrijanci su na području Vojvodine uništili i zatrli gotovo sve tragove islamske kulture, a prva džamija u Vojvodini nakon austrijskog osvajanja sagrađena je tek 2008. godine u Subotici, nakon gotovo tri stoljeća. Mesžidi su izgrađeni u Adamićevom naselju u Novom Sadu 1979., u Subotici 2001., u novosadskom Velikom Ritu 2005. i u Beočinu 2006. godine. Prema popisu stanovništva iz 2002. godine, broj islamskih vjernika na području AP Vojvodine bio je 8 073. Po okruzima: 1 180 u Sjevernobačkom, 268 u Zapadnobačkom, 4 074 u Južnobačkom, 384 u Srijemskom, 273 u Sjevernobanatskom, 957 u Srednjobanatskom i 937 u Južnobanatskom.

### Srpski ustanci i progoni muslimana
Tijekom više uspješnih etapa oslobađanja Srbije (1793.—1867.), broj muslimana u Srbiji se neprestano smanjivao, praćeno pojačanim iseljavanjem Turaka. Prije Prvog srpskog ustanka, u Srbiji je živjela znatna populacija muslimana (procjene idu i do nekoliko stotina tisuća). Nakon povlačenja Osmanlija s ozemlja pod nadzorom Srba, dolazi do uništavanja islamskih bogomolja i iseljavanja muslimana, što je nerijetko poprimalo razmjere vjerskih progona. Većinu "turskog", odnosno muslimanskog stanovništva po varošima u Srbiji činili su islamizirani Srbi ili drugi Slaveni i Albanci.
U Prvom srpskom ustanku, mnoge beogradske džamije su stradale, a one preostale bile su pretvorene u trgovine namirnicama, u nekim su držane svinje, jedna je bila pretvorena u pravoslavnu crkvu, a neke su određene turskim ženama za stanovanje. Džamije su rušene i u drugim gradovima koji su se našli u sastavu Kneževine Srbije. Tako su u Užicu srušene 34 džamije, u Smederevu 24 itd. Srpske vlasti su 1836. godine popisale džamije u Beogradu, i na tom popisu se nalazilo 16 džamija. 1867. godine, iseljenjem iz Beograda "turskog" življa (među kojima je veliki broj bio slavenskog podrijetla) započeo je kraj beogradskih džamija. Kako navodi Felix Kanic ”gdjekad bi noću slučajno eksplodirale mine rušeći džamije koje su ometale regulaciju”. Vremenom su srušene sve preostale beogradske džamije, osim jedne, Bajrakli džamije na Dorćolu.
22. studenog 1862. godine na međunarodnoj konferenciji velikih sila u Kanlidži na Bosporu naređeno je iseljenje muslimana iz Srbije. Iseljavane su cijele obitelji iz sela i gradova koji su pripali novostvorenoj Kneževini Srbiji.
Tih godina mnogi muslimani kao izbjeglice prelaze u Bosnu ili Novopazarski sandžak, koji još uvijek nije bio u sastavu Srbije. U Bosansku Kostajnicu krajem 1862. i početkom 1863. godine sele muslimani iz Valjeva, Šapca, Užica, pa se dio u kome su izbjegli muslimani najviše koncentrirani naziva Užice. Mnogi muslimani izbjegli iz Srbije 1862. i 1863. godine naseljeni su u Zvorniku, koji je tada bio u sastavu Bosanskog pašaluka.

### Berlinski kongres
U Srbiji, pravna osnova za stvaranje Islamske zajednice postavljena je Zakonom o vakufskim zemljama iz 1863. godine. Sloboda ispovijedanja islama u Kneževini Srbiji priznata je Ukazom kneza Mihajla Obrenovića 18. svibnja 1868. godine. Procjenjuje se da je u to doba u državi ostalo tek desetak tisuća muslimana. Da muslimani »ne bi bez religiozne utjehe bili«, beogradskom džematu (najmanja organiciona jedinka Islamske zajednice) predana je na uporabu Bajrakli-džamija, koja im i danas služi kao jedina bogomolja.
Berlinskim kongresom 1878. godine, Srbija je priznata kao neovisna država i na račun Turske je dobila četiri okruga (niški, pirotski, toplički i vranjski), u kojima je živio veliki broj muslimana. Dogovoreno je da "ni za jednu osobu u Srbiji razlika u vjerskoj opredijeljenosti ili konfesiji ne smije biti povod za isključenost ili nemogućnost u pogledu uživanja građanskih ili političkih prava i rada u javnim službama", kao i da će se "sloboda i vidno prakticiranje svih oblika ispovijedanja vjere osigurati svim domaćim osobama u Srbiji, kao i strancima". Nakon pripojenja novih okruga, člankom 77. Zakona o uređenju oslobođenih predjela potvrđuje se »građanima muhamedanske kao i građanima svake druge zakonom priznate vjere« pravo i sloboda ravnopravno obavljati »vjerozakonske obrede veroispovijedi svoje«. Na čelu islamske zajednice u Srbiji nalazi se muftija, čije je sjedište bilo u Nišu. Niškog muftiju je postavljao šeih ul islam iz Istanbula, a njegovo ustoličenje potvrđivao je vladar Srbije.
Nakon Balkanskih ratova, pripojenjem Sandžaka, Kosova i Makedonije, broj muslimana u Srbiji je, i pored neprestanog iseljavanja u Tursku, porastao na oko pola milijuna.

### Stvaranje Jugoslavije
Stvaranjem Kraljevine Srba, Hrvata i Slovenaca (1918.) nastavile su usporedno djelovati dvije islamske vjerske zajednice: jedna za Srbiju, Makedoniju i Crnu Goru, na čijem čelu je muftija sa sjedištem u Beogradu; i druga za područje Bosne i Hercegovine, Hrvatske, Slavonije, Slovenije i Dalmacije, kojom upravlja reis-ul-ulema u Sarajevu.
Jedinstvo islamske vjerske zajednice u Kraljevini Jugoslaviji ustanovljeno je Zakonom o Islamskoj verskoj zajednici (IVZ) iz 1930. godine, čiji temeljni stav glasi: »Svi muslimani u Kraljevini Jugoslaviji čine jednu samostalnu Islamsku vjersku zajednicu pod reis-ul-ulemom kao vrhovnim vjerskim starješinom.« Sjedište reis-ul-uleme premješteno je u državnu prijestolnicu Beograd. Međutim, podijeljenost jugoslavenskih muslimana nije nestala provedenom centralizacijom. Naprotiv, ostala je vidljiva u strukturi organa vjerske uprave, jer su stvorena dva medžlisa, dva vakufska vijeća i dvije vakufske direkcije, sa sjedištima u Sarajevu i Skoplju.
U poslijeratnoj SFRJ radikalno se mijenja položaj svih vjerskih zajednica, pa i islamske. Ustavom FNRJ (1946.) i Zakonom o pravnom položaju vjerskih zajednica (1953.) jugoslavenska država je odredila temeljna načela svoga odnosa prema vjerskim zajednicama, među kojima su ključna iduća. Odvajanje crkve od države (sekularizacija), promicanje slobode vjere i savjesti, kao i osnivanja vjerskih zajednica, zatim ravnopravnost vjerskih zajednica i odvojenost crkve od škole, uz slobodno organiziranje vjeronauka po crkvama i hramovima. U odnosu na predratno razdoblje, kada je Islamska zajednica bila neravnopravna u odnosu na Srpsku pravoslavnu crkvu i Katoličku crkvu, dosljedna sekularizacija i proglašenje ravnopravnosti svih vjera je jugoslavenske muslimane dovela u ravnopravan položaj. U SFR Jugoslaviji bilo je oko 4 000 000 muslimana.

## Rasprostranjenost
U Srbiji (bez Kosova) ima oko 280 000 muslimana ili 3,6% stanovništva. Oni uglavnom pripadaju bošnjačkom i albanskom narodu. Islamski vjernici su također i pripadnici manjih etničkih grupa kao što su Aškalije, Egipćani, Goranci, Romi i Turci. Muslimani su većina u oblastima Sandžaka i južne Srbije. Čine osjetnu većinu stanovništva u gradovima Novom Pazaru (oko 90%), Sjenici (80%), Bujanovcu (oko 60%), Tutinu (95%) i Preševu (oko 90%).
U Srbiji (bez Kosova) postoji preko 190 džamija od kojih oko 120 u Sandžaku, 60 u južnoj Srbiji (po jedna u Beogradu (Bajrakli džamija), Nišu, Malom Zvorniku i Subotici (Muhadžir džamija)). Postoje i dvije medrese: jedna u Novom Pazaru kao i islamski fakultet, te jedna u Beogradu. Najpoznatije džamije u Srbiji su Altun Alem džamija u Novom Pazaru, Sultan Valide u Sjenici i Bajrakli džamija u Beogradu.

## Galerija
- Organizacija Rijaseta Islamske zajednice Srbije (2007. godine)
- Organizacija Mešihata Islamske zajednice u Srbiji, koji je dio Rijaseta Islamske zajednice u Bosni i Hercegovini (2007. godine)
- Džamija u Sjenici
- Mesdžid Islamske vjerske zajednice u Novom Sadu

## Vanjske poveznice
- Islamska zajednica Srbije
- Islamska zajednica u Srbiji
- Islamska zajednica Vojvodine  Arhivirana inačica izvorne stranice od 2. veljače 2011. (Wayback Machine)
- Magazin Glas Islama
- Fakultet za islamske studije
- Muslimani Srbije forum  Arhivirana inačica izvorne stranice od 19. siječnja 2021. (Wayback Machine)
- Mešihat Islamske zajednice Sandžaka  Arhivirana inačica izvorne stranice od 26. listopada 2016. (Wayback Machine)
- Izdavačka ustanova IZuS
- Radio "Refref" IZuS
- Džamija u Subotici
- Beogradski medžlis